# Araneus akakensis
Araneus akakensis är en spindelart som först beskrevs av Embrik Strand 1906.  Araneus akakensis ingår i släktet Araneus och familjen hjulspindlar.
Artens utbredningsområde är Etiopien. Inga underarter finns listade i Catalogue of Life.